# 混合器
混合器（こんごうき）（英: mixer）とは、複数の異なる周波数の伝送路をひとつの伝送路にまとめて出力する機器、回路である。
テレビアンテナの配線工事に使う部品名（商品名）としての混合器は、複数の異なる周波数帯の同軸ケーブルを、インピーダンスが乱れないように、そして各入力端子は他の入力端子の該当周波数帯信号を阻止して、それらを合成して一本の同軸ケーブルに出力する機器である。無線分野におけるダイプレクサと同じ物である。
たとえば、VHF、UHF、BSの3つのテレビジョン受信アンテナを屋根に設置していて、屋内まで1本の給電線で引き込みたい場合、3つのアンテナからの信号を1つにまとめるのが混合器で、これをもとのVHF、UHF、BSの信号に戻すのが分波器である。一般的に混合器を逆接続すると分波器として使用できる。
2つの異なる周波数 f1 と f2 とを入力すると、ヘテロダインの原理により、その和と差の周波数 f1±f2 を出力する回路となる。→混合器 (ヘテロダイン)